# Rodrigo Battaglia
Rodrigo Andrés Battaglia (roˈðɾiɣo βaˈtaɣlja; roˈdriːɡo batˈtaʎʎa; nascut el 12 de juliol de 1991) és un futbolista professional argentí que juga com a migcampista al Clube Atlético Mineiro.